# Baret

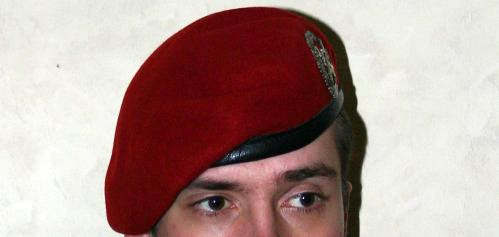
Een militaire baret

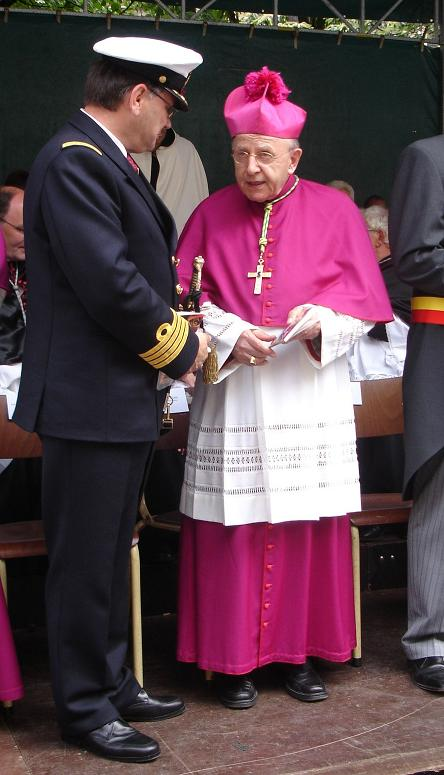
Een paarse biretta, hier gedragen door monseigneur Karl-Josef Rauber, apostolisch nuntius in Brussel, tijdens de Heilig-Bloedprocessie van 17 mei 2007 in Brugge

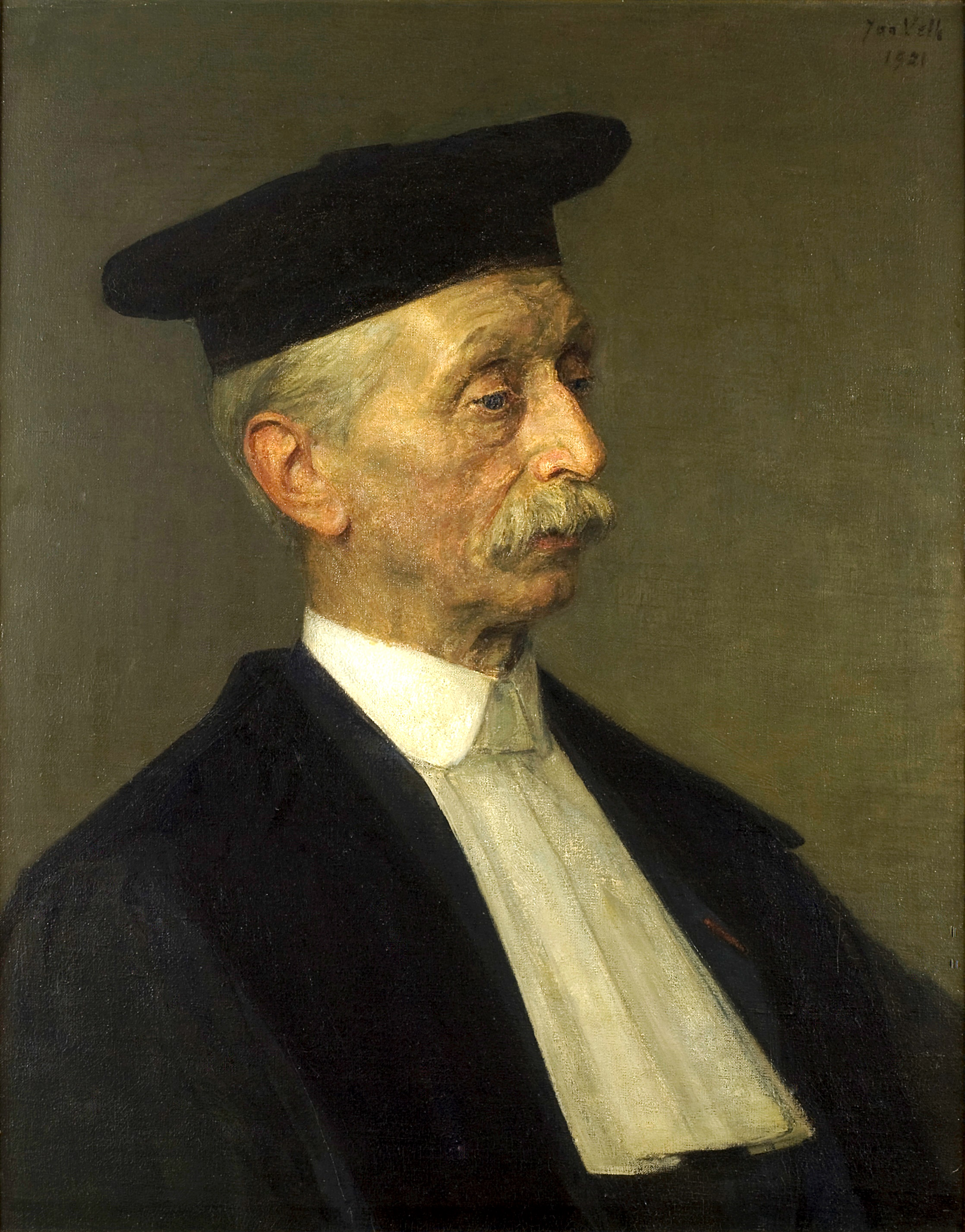
Nederlandse hoogleraar en astronoom Jacobus Cornelius Kapteyn met toga en baret, 1921. Schilderij door Jan Pieter Veth (1864-1925)

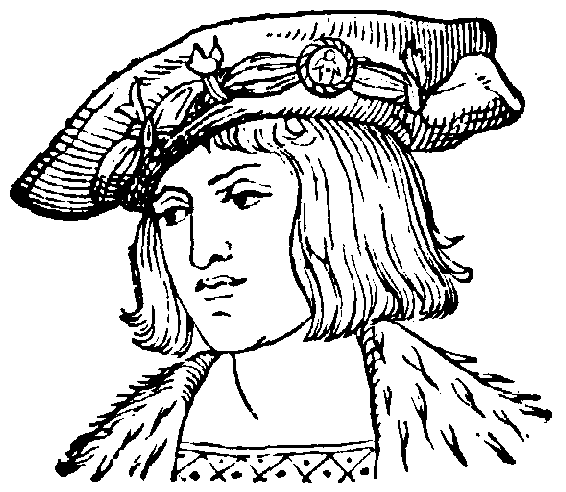
Een baret, afbeelding in het Nordisk familjebok

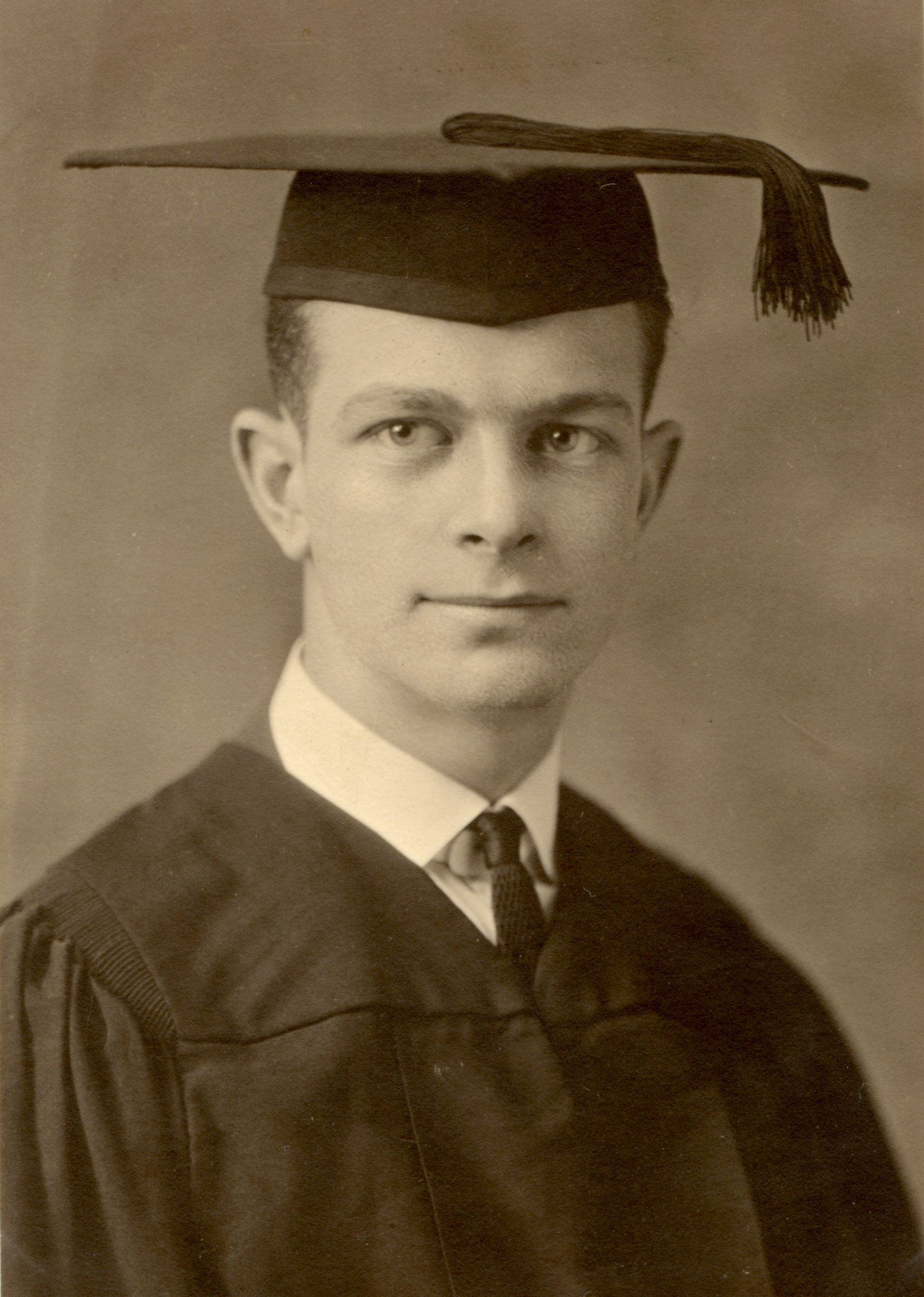
De Amerikaanse chemicus Linus Pauling met academische baret bij zijn afstuderen in 1922 aan Oregon State University

Een baret is een hoofddeksel gemaakt van een bepaalde stof. In de middeleeuwen was het de gebruikelijke hoofdbedekking voor de wat beter gesitueerden. Nu is het een ceremoniële dracht in sommige kerkelijke en universitaire kringen. Ook zijn er enkele traditionele studentenverenigingen in Nederland waarbij de baret onderdeel is van de formele (bestuurs)kledij. Baretten met een baretembleem maken ook deel uit van het militair tenue. De scouting gebruikt vaak ook een baret bij het uniform van de groep.
De Bretonse baret, of baskenmuts, is het nationale hoofddeksel van Frankrijk. Een kleine baret wordt alpinopet of kortweg alpino genoemd.

## Fabricage
Een baret wordt vervaardigd van vervilte wollen stof. Een rond uitgesneden geweven lap wol wordt om een mal getrokken om een bolling te verkrijgen. Vervolgens wordt ze nat gemaakt en gekamd, waardoor de wol vervilt. Hoe langer het kammen duurt, hoe dichter en sterker de stof wordt. Militaire baretten worden vaak lang vervilt. Baretten die als modeaccessoire bedoeld zijn worden korter behandeld waardoor ze zachter en soepeler zijn.
Na het vormen en vilten wordt de baret gekleurd. Na drogen heeft de baret zijn uiteindelijke afmeting en kan er een voering in worden genaaid. Langs de rand komt meestal een lederen bies. Oorspronkelijk werd er geen lederen bies aangebracht, maar een smal lint. De lintjes die nu vaak aanwezig zijn bij de sluiting van de bies zijn een herinnering aan dat lint.
De grootte van de baret wordt gedefinieerd door twee elementen: de buitendiameter en de binnenste rand die om het hoofd van de drager past. De afmeting wordt vaak uitgedrukt in inches. Buitenmaten variëren in het algemeen van 9 inch tot 12 inch.

## Geestelijken
De baret (Vlaams), biretta (Italiaans en Latijn) of bonnet (Nederlands) is ook het hoofddeksel van een katholieke geestelijke. De baret van de priester, diaken en subdiaken is zwart, die van bisschoppen paars, die van kardinalen rood. De paus draagt geen bonnet. De katholieke baret (bonnet) ontstond als onderscheidingsteken vrij laat. Naar alle waarschijnlijkheid gaat zij terug op het hoofddeksel dat afgestudeerde theologen ontvingen tezamen met hun titel. In de middeleeuwen studeerden voornamelijk geestelijken theologie en zo werd de biretta (baret, bonnet) tot een symbool van het priesterschap in het Westen. In zowel de oosters-orthodoxe als de oosters-katholieke kerken is de skoufi aan de westerse bonnet verwant. Deze wordt echter gedragen door monniken, niet door wereldgeestelijken. De plantensoort kardinaalsmuts dankt zijn naam aan de gelijkenis van de vruchten met deze rode bonnetten.

## Adel
Onder het Oostenrijkse bestuur werd aan de baronnen in het tegenwoordige België naast toekenning van de adelsbrieven meestal een soort van rangkroon toegewezen, die men het beste een baronnenbaret zou kunnen noemen, namelijk een gouden ring, waaruit een rood-fluwelen muts oprees, omgeven door halve cirkels van goud met edelstenen in de tussenruimte en bezet met parels. Er kon tussen deze baretten onderling nog allerlei verschillen bestaan. Soms worden wapens in België afgebeeld met zo'n baronnenbaret.

## Universiteit en studentenverenigingen
In Nederland is de academische baret voor hoogleraren een al dan niet geplooide zwarte muts. Net zoals bij de universiteiten zijn er in Nederland zijn baretten onderdeel van de formele (bestuurs)kledij van traditionele studentenverenigingen. De baretten lijken sterk op de baretten die bij de universiteit gebruikt worden, zij zijn hier van afgeleid. In de loop der jaren zijn er steeds minder studentenverenigingen waarbij de baret nog gedragen wordt. Bij S.S.R.-N.U. bijvoorbeeld is de baret onderdeel van de formele bestuurskledij en heeft de baret een belangrijke ceremoniële waarde. 
In Angelsaksische landen zoals de Verenigde Staten dragen afgestudeerden wel de typische 'mortarboard' (metselbord), een kapje met een vierkant vlak en een kwast in het midden. De kleur van de kwast geeft de universiteit of de studierichting aan.

## Krijgsmacht
De Chasseurs alpins, een Franse elite-eenheid, introduceerden in 1888 de baret als hoofddeksel voor militairen. Het Britse leger volgde het Franse voorbeeld al snel. Spoedig werd de baret gezien als het hoofddeksel voor elite-eenheden. Baretten worden nu in veel legers als hoofddeksel gebruikt. Ze zijn er in allerlei kleuren om onderscheid te maken tussen verschillende militaire eenheden. Zelfs 'modegrillen' hebben invloed op het ontwerp en de kleur van de baret. Toen het Amerikaanse leger in 2001 de zwarte baret invoerde als standaardhoofddeksel leidde dat tot heftige reacties bij de US Army Rangers, een commando-eenheid die zich onderscheidde door de zwarte baret. De zwarte baret werd toch ingevoerd en de US Army Rangers stapten over op een beige ('tan') baret. Voor de rest van het Amerikaanse leger werd de zwarte baret als standaardhoofddeksel in 2011 alweer vervangen door de 'patrol cap', een soort gecamoufleerde honkbalpet. Een vergelijkbare situatie ontstond toen men in het Nederlandse leger in 2003 probeerde een nieuwe donkergroene baret als standaardbaret in te voeren. Dit leidde tot hevige reacties bij de commando's. Die vonden dat er ook qua hoofdbedekking een duidelijk onderscheid moest blijven tussen de gewone infanterie en deze elite-eenheid. Twee jaar later verdween de gewraakte donkergroene baret alweer en werd vervangen door een 'petrol' (groenblauwe).

### Nederlandse krijgsmacht
Kleuren van de baretten:

#### Koninklijke Marine
Diepdonkerblauw met een rood vlakje met daarop een zwart anker, voorheen een goud anker: Korps mariniers

 Grasgroen met een rood vlakje met daarop een gouden anker: Commando/Marinier

 Donkerblauw met een zwart vlakje met daarop een goud of zilveren anker: personeel Koninklijke Marine

 Donkerblauw met een blauw vlakje met daarop een zilveren anker: Marine Bewakingskorps (MBK)

#### Koninklijke Landmacht

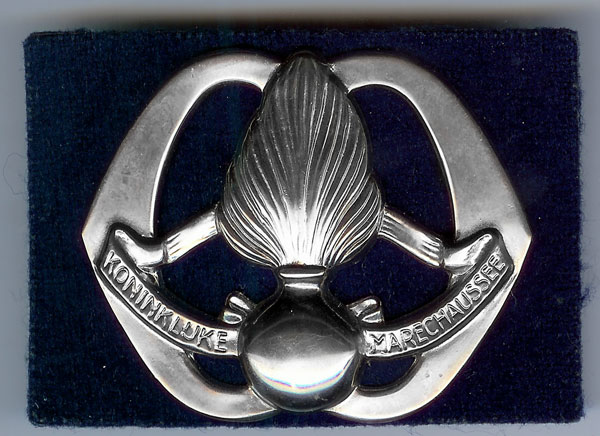
Baretembleem van de Koninklijke Marechaussee, model tussen 1954 en 1998

Grasgroen: Korps Commando Troepen (internationaal bekend als commandobaret)

 Bordeauxrood: luchtmobiele brigade.

 Zwart: cavalerie

 Donkerblauw: personeel geplaatst bij het Eerste Duits-Nederlandse Legerkorps

 'Petrol' (blauwgroen): sinds 2005 gedragen door overige leden van de Koninklijke Landmacht

 Bruin ('uni-khaki' kleur): de voorganger van de 'petrol' baret; behalve voor oudgedienden en veteranen alleen voor studentenweerbaarheden

Verschillende baretemblemen en embleem-achtergronden zorgen voor verder onderscheid tussen wapens, dienstvakken en eenheden.
Koninklijke Luchtmacht
 Blauw-grijs met als baretembleem gouden lauwerkrans met daarboven een adelaar en een kroon: voor alle militairen die werkzaam zijn bij de Koninklijke Luchtmacht. Door middel van de lauwerkrans wordt er onderscheid gemaakt tussen rangen en standen. Halve lauwerkrans: manschappen en onderofficieren. Volledige lauwerkrans: adjudant onderofficier en officieren.

Koninklijke Marechaussee
 Donkerblauw met een blauwe embleem achtergrond en zilverkleurig baretembleem (een gestileerde W met een zogeheten springende granaat). Dit model werd tot 1998 gedragen.

 Nassaublauw met zwart vlakje met daarop de springende granaat: sinds 1998 gedragen door alle militairen die werkzaam zijn bij de Koninklijke Marechaussee. Door middel van de lauwerkrans rond de springende granaat wordt er onderscheid gemaakt tussen rangen en standen. Geen lauwerkrans: manschappen, halve lauwerkrans: onderofficieren, volledige lauwerkrans: officieren.
Overige
 Donkerblauw met een blauw vlakje met daarop Rijkswapen: bewakingspersoneel Defensie Bewakings- en BeveiligingsOrganisatie (DOSCO)

 Lichtblauw: troepen met een vredesmissie namens de Verenigde Naties (VN).

 Steenrood: troepen van de Multinational Force and Observers (MFO)

 Nassaublauw: troepen van de West-Europese Unie (WEU)

 Europees blauw: troepen van de European Gendarmerie Force (EGF) 
 Geel: Organisatie voor Veiligheid en Samenwerking in Europa (OVSE)

 Bronsgroen, model 'veldbaret': bij het ceremoniële tenue van het Regiment Limburgse Jagers. Het model 'veldbaret' heeft een brede hoofdband en werd in het Britse leger ‘The General Service Cap’ genoemd. Bij de Koninklijke Landmacht is dit model bekend als de 'genaaide baret met hoofdband'.
 Donkergroen, model 'veldbaret': Deze baret wordt gedragen bij het ceremoniële tenue van het Garderegiment Jagers
- Binnen de Koninklijke Landmacht is er één onderdeel dat geen baretten draagt: leden van het Korps Rijdende Artillerie dragen in plaats van een baret een donkerblauwe kwartiermuts.

### Belgische krijgsmacht

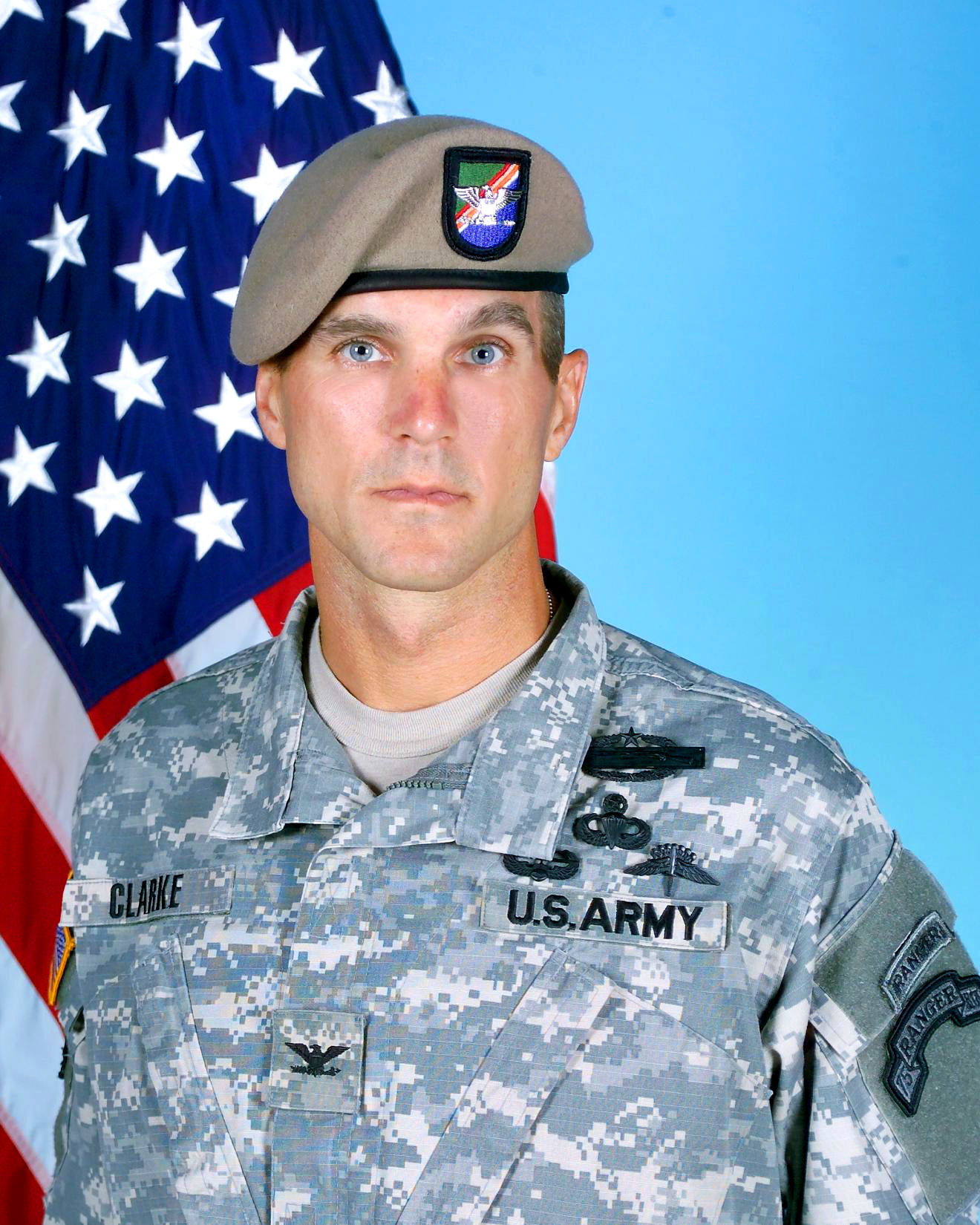
U.S. Army Rangers Colonel Richard Clarke met een 'tan' baret

Kleuren van de baretten:
 Wijnrood: Paracommando-eenheden (3e  Bataljon Parachutisten, Special Forces Group)

 Grasgroen (standaardmodel baret): Paracommando-eenheden (2e  Bataljon Commando, Genie paracommando, Batterij paracommando (artillerie))

 Bosgroen (groot model "baskische" baret ('La Flatte', gelijkend de baskische Txapala of Tarte Alpin) ): Ardense Jagers. Met een embleem ofwel mutskenteken dat de kop van een wild zwijn voorstelt.

 Bruin: Infanterie

 Zwart: Jagers te Paard, Lansiers, Genie, en in het verleden Karabiniers-Cyclisten, Gidsen, en overige alle eenheden die verbonden waren aan een pantsereenheid (bv. de oude Belgische pantserbrigade gestationeerd in Duitsland) en aircommando's van de Luchtcomponent

 Grijs: CIS (alle eenheden)

 Donkergroen: Medische component

 Donkerblauw: Artillerie, Koninklijke Militaire School, Marine

 Kobaltblauw: Logistiek

 Signaalrood: Militaire Politie

## Overig
Korenblauw met gouden politie-embleem (vlammen op boek): Nederlandse arrestatieteams

 Zandkleurig (ook wel 'beige' of 'tan'): Britse, Australische en Nieuw-Zeelandse Special Air Service (S.A.S). Ook US Army Rangers sinds 2001.

 Zwart, groot model, "baskisch" (Txapala of Tarte Alpin): leden van de Franse Alpenjagers (Chasseurs Alpins) en leden van de Zwitserse Garde.

 Wit: leden van de Franse Alpenjagers (Chasseurs Alpins) bij hun wintertenue (groot model).

 Gecamoufleerd: leden van de Israëlische Grenswacht.